# Червона Вода (Нижньосілезьке воєводство)
Червона Вода (пол. Czerwona Woda, нім. Rothwasser) — село в Польщі, у гміні Венґлінець Зґожелецького повіту Нижньосілезького воєводства.
Населення — 1616 осіб (2011).
У 1975-1998 роках село належало до Єленьоґурського воєводства.

## Демографія
Демографічна структура станом на 31 березня 2011 року:
|          | Загалом | Допрацездатний вік | Працездатний вік | Постпрацездатний вік |
| -------- | ------- | ------------------ | ---------------- | -------------------- |
| Чоловіки | 806     | 165                | 576              | 65                   |
| Жінки    | 810     | 147                | 483              | 180                  |
| Разом    | 1616    | 312                | 1059             | 245                  |